# Декларативне знання
Дескриптивне (декларативне знання) — будь-яке знання про світ, до якого людина має усвідомлений доступ і яке вона може декларувати (викласти за допомогою мовних засобів).
На відміну від декларативного, процедурне знання є операційним, практичним, знаходиться поза областю усвідомлення і виявляється через певні дії. Одним з класичних прикладів є їзда на велосипеді, знання як зав'язувати вузол або говорити певною мовою. Людина може знати, але не вміти, або навпаки, вміти, але бути не в змозі пояснити, як вона це робить.
Відповідно, розмежування цих типів знання має особливе значення в процесі навчання, зокрема при оволодінні і користуванні мовою.
Декларативне знання виражається словом, а процедурне знання виявляється через дію. Декларативне знання є більш відносним і абстрактним поняттям, ніж процедурне знання. Саме деякі дескриптивні знання закладені до нас природою.
Різниця між знаннями та вірою у що-небудь полягає в наступному: віра — це внутрішня думка, яка існує у власному розумі людини. Більшість людей погоджуються з тим, що щоб вірі у щось перетворитися в знання, вона має бути, принаймні, правильною та обґрунтованою. Проблема Геттьє — це проблема яка ставить під сумнів традиційний підхід філософії до розуміння знання. В рамках традиційного підходу філософії, знання — це справжня і обґрунтована думка.

## Способи отримати знання
Люди використовують багато методів отримання знань:
1. Шляхом придбання.
2. Розумом і логікою (можливо, у співпраці з іншими, використовуючи логічний аргумент).
3. За математичним доказом.
4. За науковим методом.
5. За методом проб і помилок.
6. Застосовуючи алгоритм.
7. Навчившись із досвіду.
8. За інтуїцією.
9. За аргументом авторитету, який міг бути з релігійних, літературних, політичних, філософських чи наукових авторитетів.
10. Слухаючи показання свідків.
11. Спостерігаючи світ у своєму «природному стані»; бачити, як світ «живе», не втручаючись.
12. Отримавши знання, впровадженні в свою мову, культуру або традиції.

## Типи знань
Знання можна класифікувати за апріорним знанням, яке отримується без необхідності спостерігати світ, а також апостеріорних чи емпіричних знань, які отримуються лише після спостереження за світом або взаємодії з ним певним чином.
Сферичні знання ґрунтуються на міркуваннях від фактів або інших індиферентних знань, таких як теорія. Такі знання можуть або не піддаються перевірці шляхом спостереження або тестування. Розрізнення між фактологічними знаннями та послідовними знаннями вивчається дисципліною загальної семантики.

## Знання в різних дисциплінах
Є багато різних дисциплін, які створюють вірування, які можна розглядати як знання. До них належать наука (яка породжує наукові теорії), право (що породжує вердикти), історія (яка породжує історичні оповіді), а також математика (яка генерує докази).

### Знання в науці та техніці
Вчені намагаються отримати знання за допомогою наукового методу. У цьому методі вчені починають пошук цікавого явища, що породжує питання. Вчений потім вибирає питання, що представляє інтерес, і, виходячи з попередніх знань, розробляє гіпотезу. Вчені створюють контрольований експеримент, який дозволить їм перевірити гіпотезу у реальному світі. Потім вони складають прогнози щодо результатів тесту, виходячи з гіпотези.
На цьому етапі вчені проводять експеримент та порівнюють свої прогнози з їх спостереженнями. Припускаючи, що в експерименті не було ніяких недоліків, якщо спостереження відповідають прогнозам, це свідчить на користь гіпотези. Якщо вони не збігаються, гіпотеза була фальсифікована.
Гіпотеза, яка, як було показано, точно і надійно передбачає та характеризує яке-небудь фізичне явище і є достатньо перевіреним, може стати науковою теорією. Наукові теорії широко розглядаються як знання, і вони завжди підлягають подальшому перегляду або перегляду, якщо з'являться нові дані.
Щоб використовувати наукові теорії, вони повинні бути застосовані до конкретної ситуації у житті. Наприклад, інженер-будівельник може використати теорію статики (галузь фізики), щоб визначити, чи витримає міст. Це один випадок, коли нові знання генеруються з наукових знань, спеціалізуючись на окремих прикладах.
Характер людських міркувань говорить про те, що навіть здоровий науковий твір може вважатися невірним у науковій спільноті в цілому. Про це свідчить відкриття Данієля Шехтмана про тверді стани, за яке його кілька років критикували.

### Знання в історії
Науковий метод по суті є застосуванням індуктивного підходу до дослідження. Цей підхід цілком підходить для вивчення причинного світу природи (фізика, хімія та ін.), Але не має значення для телеологічних суспільних наук, що включають історію.
Історики часто генерують різні інтерпретації однієї й тієї ж події, навіть при читанні тих самих першоджерел, і ці інтерпретації завжди іншими істориками. Це тому, що, як соціальний вчений, історик повинен постійно робити суб'єктивні судження, що мають відношення до спроби інтерпретувати історичні події.

## Проблеми
Те, що являє собою знання, впевненість і істина, є суперечливими питаннями. Ці питання обговорюються філософами, соціологами та істориками. Людвіг Вітгенштейн пише у творі «Про визначеність» — афоризми на ці поняття — вивчення зв'язків між знаннями та визначеності. Нитка його уваги у цьому творі стала цілим полем, теорією дії.
Існує ряд проблем, що виникають при визначенні знань чи правди, у тому числі з об'єктивністю, адекватністю та обмеженнями обґрунтування. Вірування також є дуже проблематичними не в останню чергу, оскільки вони є або істинними, або хибними, і тому не можуть бути адекватно описані традиційною логікою.

## Практичні межі для отримання знань
Те, що ми вважаємо знаннями, часто породжується комбінацією думок із традиційних, авторитетних чи наукових джерел. Багато разів такі знання не піддаються перевірці; іноді процес тестування є надзвичайно небезпечним або дорогим. Наприклад, деякі теорії фізики про природу Всесвіту, такі як теорія струн, потребують будівництва обладнання для тестування, що в даний час виходить за рамки наших технологій. Оскільки такі теорії в принципі підлягають перевірці або спростуванню, вони є науковими; оскільки вони не експериментально підтверджені, вони не вважаються повноцінними знаннями. Швидше за все, у таких випадках ми маємо певні знання лише про теорію, але не про те, що описує теорія.
«З трьох способів, в яких люди думають, що вони набувають знання про явища — авторитет, міркування та досвід — лише останній є ефективним і здатним привести світ до інтелекту».
(Роджер Бекон, англійський алхімік, астролог, філософ і провідний прародитель сучасної науки).